# Планте (лунный кратер)
Кратер Планте (лат. Planté) — крупный молодой ударный кратер в экваториальной области обратной стороны Луны. Название присвоено в честь французского физика Гастона Планте (1834—1889) и утверждено Международным астрономическим союзом в 1979 г. Образование кратера относится к коперниковскому периоду.

## Описание кратера

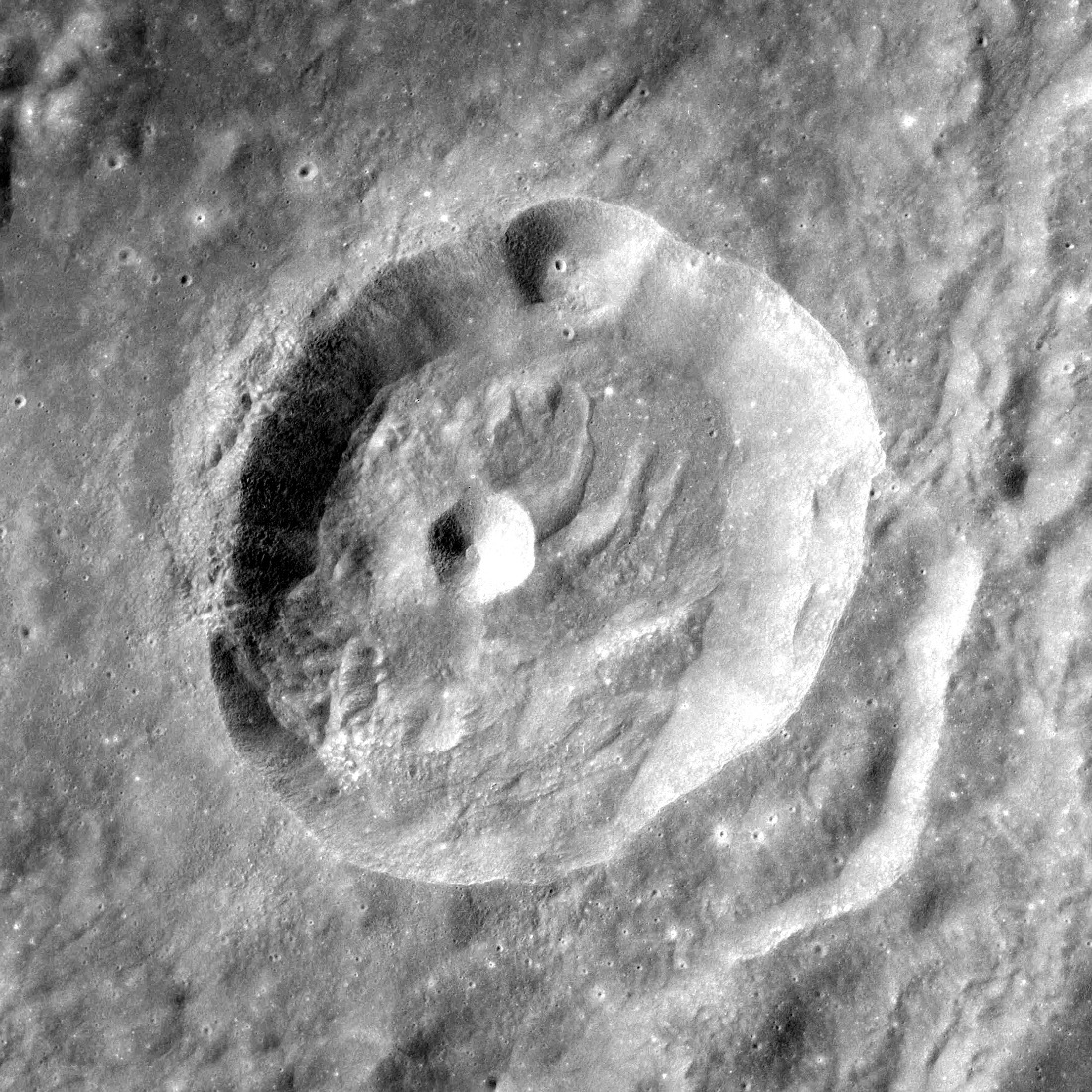
Снимок кратера с борта Аполлона-8.

Кратер Планте расположен в восточной части чаши кратера Килер. Другими ближайшими соседями кратера являются кратер Вентрис на северо-западе; кратер Страттон на севере-северо-востоке; кратер Хевисайд на востоке; кратер Цвикки на юго-востоке и кратер Гейгер на юго-западе. Селенографические координаты центра кратера 10°13′ ю. ш. 163°16′ в. д. / 10,22° ю. ш. 163,26° в. д., диаметр 36,8 км, глубина 2,1 км.
Кратер имеет несколько эллиптичную форму и практически не разрушен. Вал c четко очерченной кромкой, северная оконечность вала перекрыта маленьким кратером. Внутренний склон вала гладкий, неравномерный по ширине. Высота вала над окружающей местностью достигает 1000 м, объем кратера составляет приблизительно 1000 км³. Юго-восточная часть чаши покрыта обрушившимися породами, несколько западнее центра чаши расположен приметный чашеобразный кратер от которого в северном и северо-восточном направлении отходят несколько хребтов.

## Сателлитные кратеры
Отсутствуют.